# Couranga kioloa
Couranga kioloa là một loài nhện trong họ Stiphidiidae.
Loài này thuộc chi Couranga. Couranga kioloa được M.R. Gray & H. M. Smith miêu tả năm 2008.